# معركة أوسترليتز
معركة أوسترليتز (الفرنسية: Bataille d'Austerlitz) وتعرف أيضاً باسم معركة الأباطرة الثلاثة، هي واحدة من أهم النزاعات الحاسمة خلال الحروب النابليونية حدثت في 2 ديسمبر 1805. وتعتبر على نطاق واسع أعظم انتصار حققه نابليون بونابرت، حيث تمكن الجيش الكبير الفرنسي من هزيمة الجيش الروسي والنمساوي الأكثر عدداً تحت قيادة ألكسندر الأول وفرانتس الثاني. حدثت المعركة قرب بلدة أوسترليتز في الإمبراطورية النمساوية (تقع اليوم في سلافكوف أو برنا في التشيك). جلبت المعركة نهاية سريعة لحرب التحالف الثالث، مع توقيع النمساويين لمعاهدة برسبورغ لاحقاً في ذلك الشهر. وغالبا ما يستشهد بالمعركة باعتبارها تحفة تكتيكية، بنفس مستوى المعارك التاريخية الأخرى مثل كاناي وغوغميلا.
سيطرت القوات الفرنسية على فيينا في نوفمبر بعد القضاء على جيش نمساوي في حملة أولم. تجنب النمساويون المزيد من الصراع حتى وصول دعم حلفائهم الروس. أرسل نابليون جيشه شمالًا لملاحقة الحلفاء، لكنه أمر قواته بالانسحاب حتى يتمكن من التظاهر بضعف خطير. كان نابليون يريد إغراء الحلفاء إلى معركة، فأعطى إشارات في الأيام التي سبقت المعركة بأن الجيش الفرنسي كان في حالة يرثى لها، حتى أنه تخلى عن هضبة براتزن المهيمنة بالقرب من أوسترليتز. وقام بنشر الجيش الفرنسي تحت مرتفعات براتزن وأضعف عمداً جناحه الأيمن، ما حث الحلفاء على شن هجوم كبير هناك على أمل اجتياح الخط الفرنسي بأكمله. زحفت قوة فرنسية تحت قيادة المارشال لويس نيكولا دافوت وفيلقه الثالث من فيينا لسد فراغ الجناح الأيمن في الوقت المناسب. وفي هذه الأثناء، أدى انتشار الحلفاء بأعداد كبيرة ضد اليمين الفرنسي إلى إضعاف مركز الحلفاء على مرتفعات براتزين، والذي تعرض لهجوم شرس من قبل الفليق الرابع بقيادة جان دو ديو سول. بعد تدمير مركز الحلفاء، اجتاح الفرنسيون كلا جناحي العدو ما اضطر الحلفاء إلى الهرب بشكل فوضوي، وأسروا الآلاف منهم خلال ذلك.
هزيمة الحلفاء الكارثية هزت ثقة فرانز الثاني بالحرب التي تقودها بريطانيا. وافقت فرنسا والنمسا على هدنة على الفور وتبعتها بعد فترة وجيزة توقيع معاهدة برسبورغ في 26 ديسمبر. أخرجت المعاهدة النمسا من الحرب والتحالف الثلاثي مع تعزيز المعاهدات السابقة بين القوتين: معاهدة كامبو فورميو ومعاهدة لونيفيل. أكدت برسبورغ خسارة النمسا لأراضي في إيطاليا وبافاريا لصالح فرنسا وفي ألمانيا لصالح حلفاء نابيلون من الألمان. كما فرضت تعويضًا قدره 40 مليون فرنك على النمساويين المهزومين وسمحت للقوات الروسية الفارة بالمرور بحرية عبر الأراضي المعادية والعودة إلى أراضيهم. سمح النصر في أوسترليتز بأنشاء اتحاد الراين، وهي مجموعة دويلات ألمانية تهدف أن تكون منطقة عازلة بين فرنسا وأوروبا الوسطى. جعل اتحاد الراين من الإمبراطورية الرومانية المقدسة بلا فائدة تقريباً، لذلك انهارت الأخيرة في عام 1806 بعد أن تخلى فرانتس عن العرش الإمبراطوري، وابقى على لقب فرانز الأول النمساوي ليكون لقبه الرسمي الوحيد. لكن هذه الإنجازات لم تؤسس لسلام دائم في القارة. أثارت المخاوف البروسية حول تنامي النفوذ الفرنسي في أوروبا الوسطى إلى قيام حرب التحالف الرابع في عام 1806.

## تمهيد
كانت أوروبا في حالة اضطراب منذ بداية حروب الثورة الفرنسية في 1792. وبعد خمس سنين من الحرب تمكنت الجمهورية الفرنسية من هزيمة التحالف الأول في 1797، وهو تحالف مكون من النمسا وبروسيا وبريطانيا العظمى وإسبانيا ودول إيطالية مختلفة. تم تشكيل تحالف ثاني في 1798 تقوده بريطانيا والنمسا وروسيا، ويشمل الدولة العثمانية والبرتغال ونابولي، لكن بحلول 1801 تم هزيمة هذا التحالف أيضاً، تاركاً بريطانيا الخصم الوحيد لحكومة القناصل الفرنسية الجديدة. في شهر مارس 1802 وافقت فرنسا وبريطانيا على إنهاء الأعمال العدائية بموجب معاهدة أميان. ولأول مرة منذ عشر سنوات، كانت أوروبا كلها في حالة سلام.
لكن استمرت العديد من المشكلات بين الجانبين، مما جعل تنفيذ المعاهدة أكثر صعوبة. استاءت الحكومة البريطانية من الاضطرار إلى إعادة مستعمرة كيب ومعظم جزر الهند الغربية الهولندية إلى جمهورية باتافيا. كان نابليون غاضبًا من أن القوات البريطانية لم تُخلِ جزيرة مالطا. تفاقم الوضع المتوتر أصلاً عندما أرسل نابليون قوة استكشافية لسحق الثورة الهايتية. وفي مايو 1803، أعلنت بريطانيا الحرب على فرنسا.

### التحالف الثالث
في ديسمبر 1804، أدى الاتفاق الأنغلو - سويدي إلى إنشاء التحالف الثالث. أمضى رئيس الوزراء البريطاني ويليام بيت الأصغر عامي 1804 و1805 في موجة من النشاط الدبلوماسي الموجه نحو تشكيل تحالف جديد ضد فرنسا، وبحلول أبريل 1805 وقعت بريطانيا وروسيا على تحالف. وكانت النمسا حريصة على الانتقام من فرنسا بعد أن هزمتها الأخيرة مرتين مؤخراً، لذلك أنضمت إلى التحالف بعد عدة أشهر.

## القوات

### الجيش الامبراطوري الفرنسي
قبل تشكيل التحالف الثالث، كان نابليون قد قام بتجميع قوة غزو تدعى Armée d'Angleterre (جيش إنجلترا)، وكانت القوة مُشَكَّلَةً من ستة معسكرات في بولوني في شمال فرنسا، وكان قوامها قرابة 150,000 جندي. كان نابليون ينوي استخدام قوة الغزو هذه لضرب إنجلترا، وكان واثقًا جدًا من النجاح لدرجة أنه صاغ ميداليات تذكارية للإحتفال بغزو إنجلترا. على الرغم من عدم قيامها بغزو إنجلترا مطلقًا، تلقت قوات نابليون تدريباً دقيقاً وقيماً لأي عملية عسكرية محتملة. تغلغل الملل بين القوات الفرنسية، لكن نابليون قام بزيارات عديدة وقام بمسيرات فخمة من أجل تعزيز الروح المعنوية.
شكل الرجال في بولوني لب ما أطلق عليه نابليون فيما بعد الجيش الكبير. في البداية كان لهذا الجيش الفرنسي حوالي 200,000 رجل موزعين على سبعة فيالق، والتي كانت وحدات ميدانية كبيرة تحتوي على 36 إلى 40 مدفع وكانت قادرة على العمل المستقل حتى قدوم فيلق آخر للأنقاذ. يمكن لفيلق واحد (متمركز بشكل صحيح في موقع دفاعي قوي) الصمود ليوم واحد على الأقل دون دعم، مما يتيح لـ'الجيش الكبير' عددًا لا يحصى من الخيارات الاستراتيجية والتكتيكية في كل حملة.
بالإضافة إلى هذه القوات، أنشأ نابليون احتياطيًا من سلاح الفرسان قوامه 22,000 فرد مقسمًا إلى فرقتين من الفرسان وأربعة فرق من الخيالة (دراغون)، وفرقة واحدة من الخيالة المرتجلة وفرقة من الفرسان الخفيفة، وكلها مدعومة بـ 24 قطعة مدفعية. بحلول عام 1805، نمى الجيش الكبير إلى قوة قوامها 350,000 رجل،  وكانوا مجهزين تجهيزًا جيدًا ومدربين تدريباً جيدًا وقادهم ضباط أكفاء.

### الجيش الإمبراطوري الروسي
كان للجيش الروسي في عام 1805 العديد من خصائص تنظيم حكم أترافي. لم يكن هناك تشكيل دائم فوق مستوى 
الفوج، وكان أغلب الضباط يعينون من الأوساط الأرستقراطية؛ وقدمت الحكومة العمولات بشكل عام إلى أعلى مزايد، بغض النظر عن الكفاءة. إلا أن المشاة الروسية عدت في ذلك الوقت واحدة من أصرم القوات في أوروبا، كما تميزت وحدات المدفعية الروسية بجودتها، ويحرسها جنود محترفون مدربون يقاتلون بانتظام لمنع سقوط قطعهم في أيدي العدو.

### الجيش الإمبراطوري النمساوي
بدأ الأرشيدوق كارل دوق تيشن أخ الإمبراطور في إصلاح الجيش النمساوي في عام 1801 من خلال أخذ السلطة من مجلس الحرب الإمبراطوري، وهو المجلس العسكري السياسي المسؤول عن القوات المسلحة. كان تشارلز أفضل قائد ميداني في النمسا، لكنه لم يكن يحظى بشعبية في البلاط وفقد الكثير من النفوذ عندما قررت النمسا خوض حرب ضد فرنسا ضد رغبته.
أصبح كارل ماك القائد الرئيسي الجديد في الجيش النمساوي، وأجرى إصلاحات عشية الحرب دعت إلى أن يتكون الفوج من أربع كتائب تتكون الواحدة منها من أربعة سريات، بدلاً من ثلاث كتائب وستة سريات. وكان يعتبر سلاح الفرسان النمساوي الأفضل في أوروبا وواحدًا من الأفضل في العالم آنذاك.

## التحركات الأولية

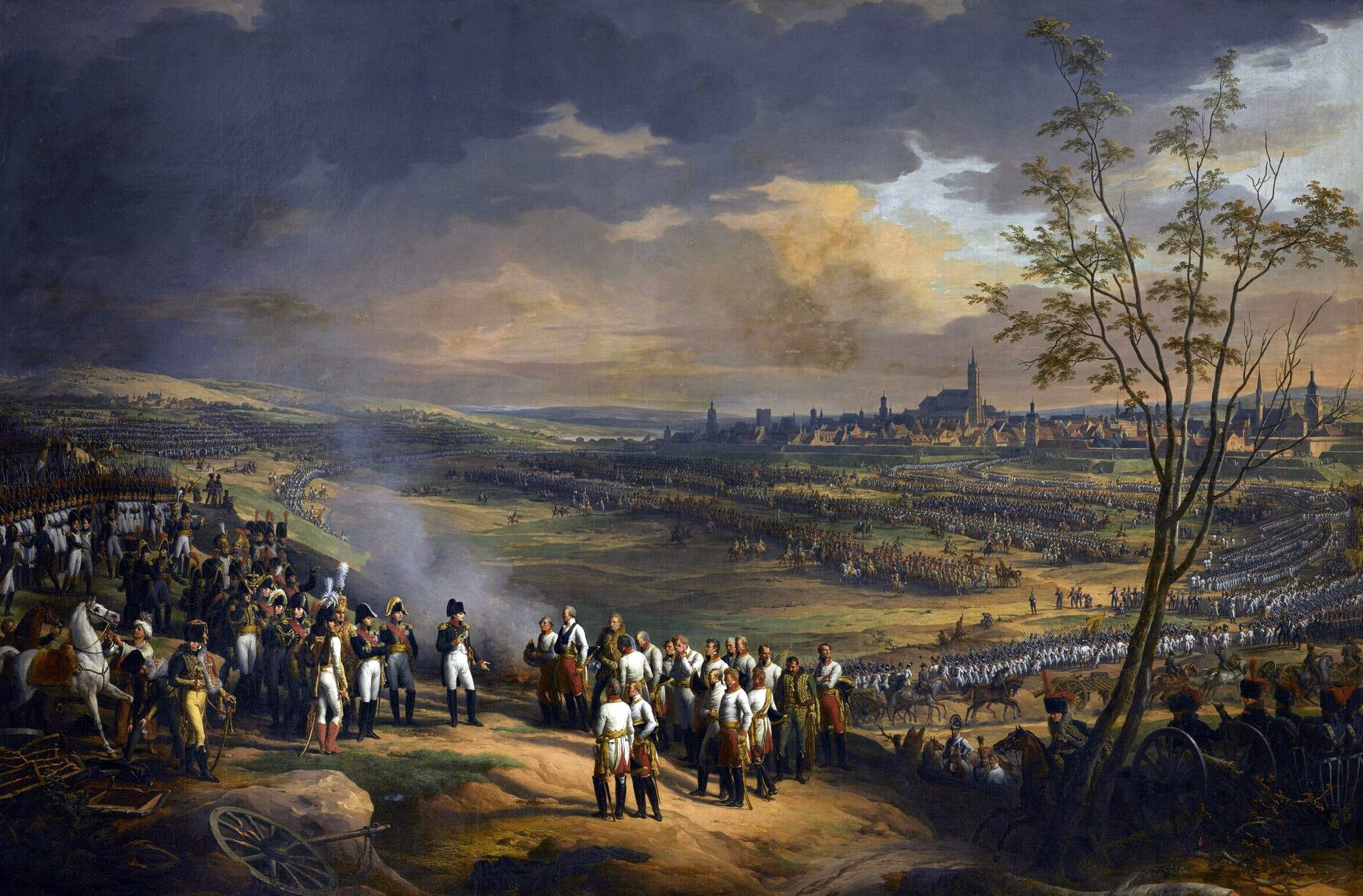
نابيلون يقبل استسلام الجنرال ماك والجيش النمساوي في معركة أولم. لوحة من رسم تشارلز ثيفين.

حول نابليون اهتمامه في أغسطس 1805 من القنال الإنجليزي إلى الراين للتعامل مع التهديدات النمساوية والروسية الجديدة. في 25 سبتمبر وبعد مسيرة بالسر بدأ 200000 جندي فرنسي بعبور نهر الراين على جبهة بعرض 260 كيلو متر. كان كارل ماك قد جمع الجزء الأكبر من الجيش النمساوي في قلعة أولم في سوابيا (تقع اليوم في جنوب ألمانيا).
حرك نابليون قواته جنوبًا بحركة دائرية جعلت الفرنسيين خلف النمساويين وحاصرهم. تم تنفيذ مناورة أولم بشكل جيد، وفي 20 أكتوبر، استسلم ماك و23000 جندي نمساوي في أولم، مما رفع عدد السجناء النمساويين في الحملة إلى 60000. على الرغم من أن هذا النصر المذهل توتر بسبب هزيمة الأسطول الفرنسي - الإسباني في معركة طرف الغار في اليوم التالي، لكن النجاح الفرنسي على اليابسة أستمر حتى سقطت فيينا في نوفمبر. حصل الفرنسيون على 100000 بندقية و500 مدفع وجسور سليمة على نهر الدانوب.
في هذه الأثناء، أدى تأخر الروس إلى منعهم من إنقاذ الجيوش النمساوية، ثم انسحب الروس إلى الشمال الشرقي، في انتظار التعزيزات والربط مع الوحدات النمساوية الباقية. عين القيصر ألكساندر الأول اللواء ميخائيل كوتوزوف القائد الأعلى للقوة الروسية النمساوية المشتركة. وفي 9 سبتمبر 1805، وصل كوتوزوف إلى أرض المعركة وتواصل فوراً مع فرانتس الثاني وحاشيته لمناقشة الأمور الاستراتيجية واللوجستية. وافق النمساويون على توريد الذخيرة والأسلحة للروس في وقت قصير بعد ضغط من كوتوزوف. كما اكتشف كوتوزوف أوجه قصور في خطة الدفاع النمساوية والتي وصفها بأنها «تقليدية للغاية». واعترض على الضم النمساوي للأرض التي كانت سيطر عليها نابليون مؤخرًا، لأن هذا سيجعل السكان المحليين لا يثقون بقوات الحلفاء.
لاحق الفرنسيون كوتوزوف، لكن سرعان ما وجدوا أنفسهم في موقف صعب. كانت النوايا البروسية غير معروفة وقد تكون عدائية وتقاربت الجيوش النمساوية الروسية وكانت خطوط الاتصال الفرنسية طويلة للغاية تتطلب حاميات قوية لإبقائها مفتوحة. أدرك نابليون أنه للاستفادة من النجاح في أولم، عليه أن يستدرج الحلفاء إلى معركة يهزمهم فيها.
على الجانب الروسي أدرك ميخائيل كوتوزوف حاجة نابليون لمعركة، لذلك بدلا من التشبث بخطة الدفاع النمساوية «الانتحارية»، قرر كوتوزوف التراجع. وأمر بيوتر باجريشن باحتواء الفرنسيين عند فيينا بقوات قوامها 600 جندي، وأوعز باجريشن بقبول اقتراح يواكيم مورات بوقف إطلاق النار حتى يتسنى لجيش الحلفاء المزيد من الوقت للتراجع. اكتشف لاحقًا أن الاقتراح كان مزيفاً وتم استخدامه من أجل شن هجوم مفاجئ على فيينا. ومع ذلك، كان باجريشن قادراً على صد الهجوم الفرنسي لفترة من الوقت عن طريق التفاوض على هدنة مع مورات، وبالتالي توفير الوقت لكوتوزوف ليتمركز في مؤخرة الجيش الروسي عند هالبرون.
امتنع مورات في البداية عن الهجوم، معتقدًا أن الجيش الروسي بأكمله واقف أمامه. سرعان ما أدرك نابليون أخطاء مورات وأمره بالمطاردة بسرعة، لكن الجيش التحالف كان قد تراجع إلى أولوموتس. وفقًا لخطة كوتوزوف، فإن الحلفاء سوف يتراجعون إلى منطقة الكاربات، «وفي غاليسيا سأدفن الفرنسيين.»
لم يبقَ نابليون ساكنا. قرر الإمبراطور الفرنسي وضع فخ نفسي لإغراء الحلفاء. قبل أيام من أي قتال، كان نابليون يعطي الانطباع بأن جيشه ضعيف وأنه يرغب في التفاوض على سلام. تم تكليف حوالي 53000 جندي فرنسي من ضمنهم جان دو ديو سول بالاستيلاء على أوسترليتز وطريق أولموتز، لجذب انتباه العدو. بدت قوات الحلفاء، التي يبلغ عددها حوالي 89000، متفوقة للغاية وميالة لمهاجمة الجيش الفرنسي الاقل عدداً. لكن الحلفاء لم يكونوا يعرفون ان ضباط نابليون: برنادوت ومورتير وداوت وقواتهم كانوا ضمن مسافة الدعم ويمكن أن يتم استدعاؤهم من خلال مسيرات من أغلاو وفيينا على التوالي، مما يرفع عدد الفرنسيين إلى 75000 جندي.
إغراء نابليون لم يتوقف عند ذلك، ففي 25 نوفمبر تم إرسال الجنرال صافري إلى مقر الحلفاء في أولموتز لإيصال رسالة نابليون معربًا عن رغبته في تجنب المعركة وفي نفس الوقت ليفحص وضع قوات الحلفاء سراً. وكما توقع نابليون، اعتبر الحلفاء عرض السلام بمثابة علامة على ضعف الفرنسيين. عندما عرض فرانز الأول هدنة في السابع والعشرين من نوفمبر، قبلها نابليون بحماس. في نفس اليوم أمر نابليون سولت بالتخلي عن كل من أوسترليتز ومرتفعات براتزن لخلق انطباع بالفوضى أثناء التراجع مما سيحرض العدو على احتلال المرتفعات الاستراتيجية.
في اليوم التالي طلب الإمبراطور الفرنسي مقابلة شخصية مع ألكساندر الأول وتلقى زيارة من مساعد القيصر الأكثر تهوراً، الأمير بيتر دولغوروكوف. كان الاجتماع جزءًا آخر من الفخ، حيث عبر نابليون عمداً عن قلقه وتردده لخصومه. أبلغ دولغوروكوف القيصر بمؤشر إضافي على الضعف الفرنسي.
كانت الخطة ناجحة. الكثير من ضباط الحلفاء، بمن فيهم مساعدو القيصر ورئيس الأركان النمساوي فرانز فون ويروثر، أيدوا بقوة الهجوم الفوري وغيروا رأي القيصر ألكساندر. تم رفض خطة كوتوزوف للتراجع إلى منطقة الكاربات، وسرعان ما سقطت قوات الحلفاء في فخ نابليون.

## المعركة

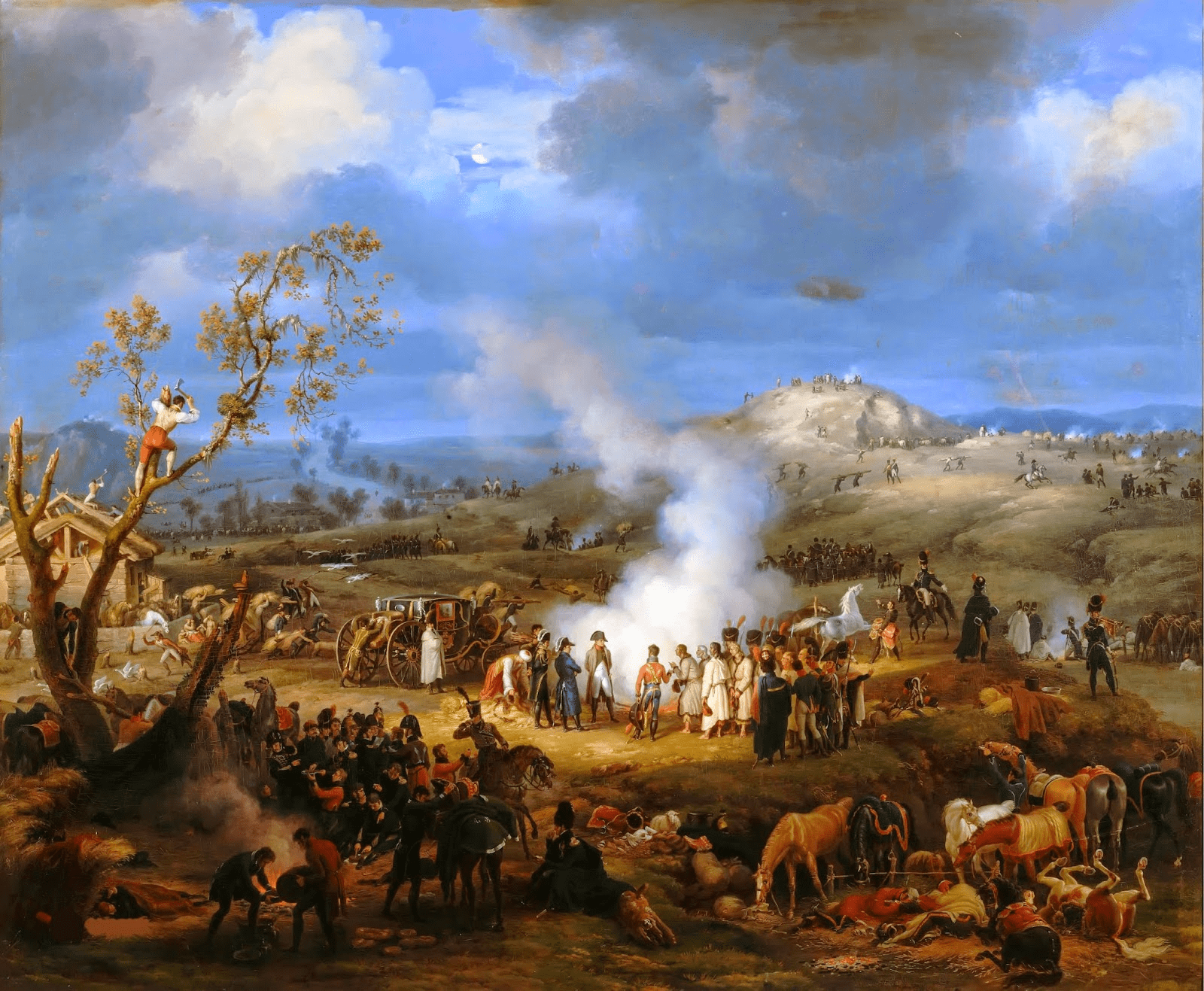
نابليون مع قواته عشية المعركة. لوحة من رسم لويس فرانسوا ليجون.

بدأت المعركة والجيش الفرنسي أقل عددا من خصمه. كان لدى نابليون 72000 رجل و157 مدفع، مع وجود 7000 جندي تحت قيادة دافوت بعيدين جنوباً باتجاه فيينا. كان لدى الحلفاء 85000 رجل، سبعين بالمئة منهم روس و318 مدفع.
في البداية لم يكن نابليون واثقاً من النصر. في رسالة مكتوبة إلى وزير خارجيته تاليران، طلب نابليون من تاليران ألا يخبر أحداً عن المعركة القادمة لأنه لا يريد أن يزعج الإمبراطورة جوزفين. وفقًا لفريدريك سي. شنايد، كان القلق الرئيسي للإمبراطور الفرنسي هو كيف يمكن أن يفسر لجوزفين الهزيمة الفرنسية.

### أرض المعركة
حدثت المعركة على بعد 10 كليو متر جنوب شرق بلدة برنو، بين تلك البلدة وأوسترليتز (بالتشيكية: أوسترليتز) في ما يعرف الآن بجمهورية التشيك. الجزء الشمالي من أرض المعركة يهيمن عليه سهل سانتون (210 متر) وسهل جوران (270 متر)، وكلاهما يطلان على طريق أولوموك/برنو الحيوي، الذي كان على المحور الشرقي/الغربي. إلى الغرب من هذين التلين كانت قرية بيلويتز، وبينهما مجرى بوزنيتز يجري باتجاه الجنوب ليتحد مع مجرى غولدباخ، والاخير يتدفق عبر قرى كوبلينتز وسوكلنيتز وتيلنتز.
كان محور المنطقة بأكملها مرتفعات براتزين، وهو تل بانحدار بسيط وارتفاع 10-12 متر. أحد المساعدين سمع نابليون يخبر ضباطه مرارًا وتكرارًا، «أيها السادة، افحصوا هذه الأرض بعناية، ستكون ساحة معركة وسيكون لكم دور عليها.»

### خطط الحلفاء وتوزيعهم

انتشار الحلفاء (أحمر) والفرنسيين (أزرق) يوم 1 ديسمبر 1805، الساعة 6 مساءً.

اجتمع مجلس للحلفاء في 1 ديسمبر لمناقشة مقترحات المعركة. كان لدى معظم الاستراتيجيين من الحلفاء فكرتان أساسيتان: الاشتباك مع العدو وتأمين الجهة الجنوبية التي يمر فيها خط اتصالات العدو إلى فيينا. على الرغم من أن القيصر والوفد المرافق له دفع بقوة من أجل معركة، كان الإمبراطور النمساوي فرانز أكثر حذرا وأيده كوتوزوف، القائد الأعلى للروس وقوات الحلفاء. ومع ذلك، كان الضغط للقتال من النبلاء الروس والقادة النمساويين قويًا للغاية، واعتمد الحلفاء خطة رئيس الأركان النمساوي، فرانز فون ويروثر. تطلب هذا حملة رئيسية ضد الجهة اليمنى الفرنسية، والتي لاحظ الحلفاء أنها تخضع لحراسة خفيفة، وهجمات تضليلية ضد الجهة اليسرى. نشر الحلفاء معظم قواتهم في أربعة أعمدة من شأنها أن تهاجم الميمنة الفرنسية. بقي الحرس الإمبراطوري الروسي في الاحتياط بينما حمت القوات الروسية تحت قيادة بيوتر باجريشن ميمنة الحلفاء. قام القيصر الروسي بتجريد كوتوزوف من رتبة القائد الأعلى وأعطاها لفرانز فون ويروثر. في المعركة لم يستطع كوتوزوف سوى قيادة الفيلق الرابع لجيش الحلفاء، على الرغم من أنه لا يزال القائد «الفعلي» لأن القيصر كان خائفًا من تحمل المسؤولية في حالة فشل خطته المفضلة.

### خطط الفرنسيين وتوزيعهم

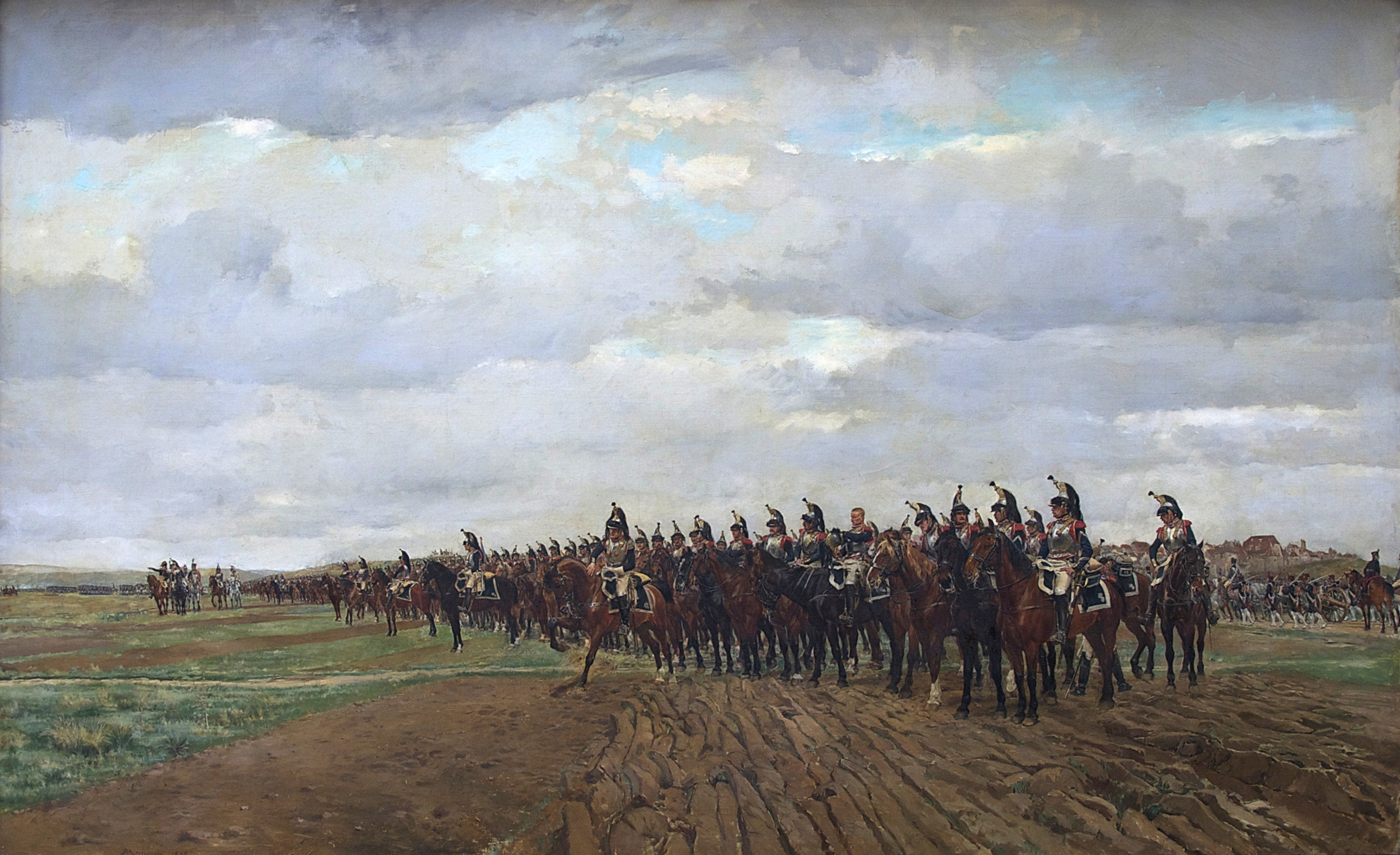
الفرسان الفرنسيون يأخذون مواقعهم.

كان يأمل نابليون أن تهاجم قوات الحلفاء، ولتشجيعهم على ذلك أضعف عن عمد جناحه الأيمن. في 28 نوفمبر، التقى نابليون مع ضباطه في مقر الإمبراطوري، الذين أبلغوه قلقهم بشأن المعركة المقبلة. استبعد الإمبراطور الفرنسي اقتراحهم بالانسحاب. تصورت خطة نابليون أن يرسل الحلفاء العديد من القوات لتطويق جناحه الأيمن من أجل قطع خط الاتصال الفرنسي من فيينا. نتيجة لذلك، سينكشف مركز الحلفاء وجناحهم الأيسر ويصبحون عرضة للخطر. ولتشجيعهم على القيام بذلك، تخلى نابليون عن موقعه الاستراتيجي في مرتفعات براتزين، مزيفًا ضعف قواته وحذره. في هذه الأثناء، كانت قوة نابليون الرئيسية مخبأة في أرض مقابل المرتفعات. وفقًا للخطة، ستهاجم القوات الفرنسية مرتفعات براتزين وتستعيد السيطرة عليها، ثم من مرتفعات يقومون بشن هجوم حاسم على مركز جيش الحلفاء، ليشلهم ويحاصرهم من الخلف.
تم تنفيذ اندفاع هائل على مركز الحلفاء من قبل 16000 جندي من الفيلق الرابع تحت قيادة جان دو ديو سول. تم إخفاء موقع الفيلق الرابع بسبب الضباب الكثيف خلال المرحلة المبكرة من المعركة؛ في الحقيقة، كم من الوقت استمر الضباب كان أمر حيوي لخطة نابليون. سوف تصبح قوات سول مكشوفة إذا تبدد الضباب في وقت مبكر، وإذا استمر لفترة طويلة، فلن يتمكن نابليون من تحديد متى قامت قوات الحلفاء بإخلاء مرتفعات براتزين، وبالتالي منعه من توقيت هجومه بشكل صحيح.
ولدعم الجناح الأيمن الضعيف، أمر نابليون الفيلق الثالث تحت قيادة لويس نيكولا دافوت بالزحف من فيينا والانضمام إلى قوات كلود ليجراند، الذين أمسكوا بالجناح الجنوبي الاقصى والذي من شأنه أن يتحمل الجزء الأكبر من هجوم الحلفاء. كان لدى جنود دافو 48 ساعة لمسيرة 110 كيلومتر. كان وصولهم حاسما في تحديد نجاح الخطة الفرنسية. في الواقع، كان ترتيب نابليون على الجهة اليمنى محفوفًا بالمخاطر حيث لم كان لدى الفرنسيين أقل عدد من الجنود هناك. ورغم ذلك كان نابليون قادراً على استخدام مثل هذه الخطة المحفوفة بالمخاطر لأن دافوت - قائد الفيلق الثالث - كان أحد أفضل ضباط نابليون، ولأن موقع الجناح الأيمن كان محميًا بنظام معقد من المجاري المائية والبحيرات، ولأن الفرنسيين استقروا بالفعل على تراجع ثانوية عبر برنو. تم ابقاء الحرس الإمبراطوري والفيلق الأول في الاحتياط بينما حرس الفيلق الخامس تحت قيادة جان لانيس القطاع الشمالي من أرض المعركة، حيث يقع خط الاتصال الجديد.
بحلول 1 ديسمبر 1805، كانت القوات الفرنسية قد تحولت وفقًا لحركة الحلفاء جنوبًا، كما توقع نابليون.

### بدأ المعركة
بدأت المعركة الساعة 8 صباحاً، مع هجوم الخط الأول للحلفاء على قرية تيلنتز، التي كان يدافع عنها فوج الخط الثالث الفرنسي. شهد هذا القطاع من ساحة المعركة قتالاً عنيفاً في بداية الأحداث حيث قامت عدة هجمات عنيفة للحلفاء بطرد الفرنسيين من البلدة وأجبرتهم على التراجع إلى الجانب الآخر من مجرى غولدباك. في ذلك الوقت وصل أول رجال فيالق الجنرال دافو إلى المعركة وقامو بطرد الحلفاء من تيلنتز لكنهم أيضاً تعرضوا لهجوم من قبل سلاح الفرسان واضطروا للخروج من القرية مرة أخرى. حاول الحلفاء شن هجمات أخرى لكن المدفعية الفرنسية كانت بالمرصاد.
بدأت أعمدة الحلفاء بالتدفق نحو الميمنة الفرنسية، ولكن ليس بالسرعة المطلوبة، لذلك كان الفرنسيون ناجحين في الحد من الهجمات. في الواقع، كانت عمليات نشر الحلفاء مخطئة وتوقيتها سيء: فصائل سلاح الفرسان تحت قيادة ليختنشتاين التي كانت على الجهة اليسرى تم نلقها إلى اليمين وفي أثناء تلك العملية دخلوا وأبطئوا حركة العامود الثاني من المشاة الذي كان متجهاً صوب الميمنة الفرنسية. في ذلك الوقت، اعتقد المخططون أن هذا التباطؤ كان كارثيًا، لكن فيما بعد ساعد الحلفاء. وفي الوقت نفسه، كان المشاة في مقدمة العمود الثاني يهاجم قرية سوكولنيتز التي يدافع عنها الفوج الخفيف السادس والعشرين. أثبتت هجمات الحلفاء الأولية نجاحها وأمر الجنرال لانجرون بقصف القرية. أجبر هذا الوابل القاتل الفرنسيين على الخروج ، وفي نفس الوقت تقريبا، هاجم العمود الثالث قلعة سوكولنيتز. ومع ذلك، قام الفرنسيون بهجوم مضاد واستعادوا القرية، ليتم طردهم مرة أخرى. انتهى النزاع في هذه المنطقة مؤقتًا عندما استعاد جزء من الفيلق الفرنسي الثالث القرية. ربما كانت سوكولنيتز أكثر المناطق التي تصارع من اجلها في ساحة المعركة وسوف يتغير وضعها مع تقدم اليوم. بينما هاجم الحلفاء الجناح الأيمن الفرنسي، توقف الفيلق الرابع تحت قيادة كوتوزوف عند مرتفعات براتزين وبقي ثابت. تمامًا مثل نابليون، أدرك كوتوزوف أهمية براتزن وقرر حماية الموقع. لكن القيصر الشاب خالفه الرأي وأمر الفيلق الرابع بالنزول من المرتفعات. دفع هذا العمل جيش الحلفاء بسرعة نحو الهزيمة.

### «ضربة قاضية واحدة وتنتهي المعركة»
في حوالي الساعة 8:45 صباحاً، سأل نابليون قائده سولت - وهو في منتهى الرضا بضعف منتصف جيش العدو - سأله كم يأخذ جنوده من الوقت للوصول إلى مرتفعات براتزن، فأجابه المارشال: أقل من عشرين دقيقة يا سيدي، فما كان من نابليون إلا أن أمر بعد 15 دقيقة فقط بالهجوم، وأضاف قائلاً: ضربة قاصمة واحدة وتنتهي المعركة.

### نهاية المعركة
ترتب على المعركة انتصار فرنسي، وحل الإمبراطورية الرومانية المقدسة.

## وصلات خارجية